# Alberta Adams
Alberta Adams (26 de julio de 1917 - 25 de diciembre de 2014) fue una cantante de blues estadounidense, destacada en los subgéneros de Detroit blues, jump blues y Chicago blues.
Criada en Detroit, comenzó a actuar como una bailarina de claqué y cantante de club nocturno en la década de 1930. En 1952, consiguió un contrato de grabación con Chess Records y grabó junto Red Saunders para el sello discográfico. Adams realizó una gira junto a Duke Ellington, Eddie Vinson, Louis Jordan, Lionel Hampton, y T-Bone Walker, entre otros.
Su carrera en solitario vio a asegurar un contrato de grabación con la desaparecida Cannonball Records y grabó dos álbumes para ellos: Born With the Blues de 1999 y Say Baby Say de 2000. Su álbum de 2004, I'm on the Move, fue lanzado en el sello Eastlawn Registros. En 2006 lanzó EP Detroit's Queen of the Blues, que fue nombradoOutstanding Blues/R&B Recording en el Detroit Music Awards de 2006. A los 91 años grabó Detroit Is My Home, con Ann Rabson y Thornetta Davis como artistas invitados.